# François-Xavier Bustillo
François-Xavier Bustillo Rípodas OFM Conv., nacido Francisco Javier Bustillo Rípodas (Pamplona, 23 de noviembre de 1968), es un sacerdote franciscano y obispo español nacionalizado francés que se desempeña como obispo de Ajaccio (Córcega, Francia) desde 2021. Fue elevado al cardenalato en 2023. Es objeto de controversia debido a sus vínculos con Daniel-Marie Thévenet.

## Biografía
Vivió en Arre. Su padre es militar. Tiene tres hermanos. Estudió en el seminario menor de Elizondo, valle de Baztán. Cursó el bachillerato en el colegio de Lecároz. Se trasladó a estudiar a Francia, licenciándose en teología en el Instituto Católico de Toulouse, en 1997. 

### Vida religiosa
Con diecisiete años se unió a los Frailes Menores Conventuales en Padua (Italia). Realizó la profesión solemne el 20 de septiembre de 1992. Fue ordenado sacerdote el 10 de septiembre de 1994. Fue cofundador del convento de San Buenaventura en Narbona. 
Fue superior provincial de los Franciscanos Conventuales y guardián superior del convento Saint-Maximilien-Kolbe de Lourdes, delegado episcopal para la protección de los menores y personas vulnerables de la diócesis de Tarbes y Lourdes, ceremonial diocesano y miembro del consejo episcopal de la misma diócesis.

### Episcopado

#### Obispo de Ajaccio
El 11 de mayo de 2021, el papa Francisco lo nombró obispo de Ajaccio. Fue consagrado el 13 de junio del mismo año, en la catedral de Ajaccio.

### Cardenalato
Fue creado cardenal por el papa Francisco durante el consistorio celebrado el 30 de septiembre de 2023, asignándole el Título de Santa María Inmaculada de Lourdes en Boccea. El 4 de octubre de 2023 fue nombrado miembro del Dicasterio para el Clero.
Ha ganado notoriedad en el último tiempo y es considerado cercano al papa Francisco. Tiene por objetivo trabajar por una Iglesia católica que «haga soñar, no llorar». Invitó al papa Francisco a Córcega el 15 de diciembre de 2024, con motivo de la clausura del simposio “Religiosidad Popular en el Mediterráneo”, un evento que reunió a obispos de Francia, Italia y España. Este viaje despertó controversia dentro de la Iglesia de Francia debido a la negativa del papa en ir a París para la reapertura de la catedral de Notre Dame. Bustillo fue descrito como “experto en medios” por su organización de la visita y Le Monde señaló cómo curó la imagen de Córcega que quería que el mundo viera: “bondadosa y soleada” con “bebés blandidos para ser bendecidos por el Papa”, “bandadas de fieles que sabían las palabras de las canciones” y “peregrinos que vinieron con picnics en sus mochilas”, en contraste con las celebridades que se reunieron en el lluvioso París una semana antes para celebrar la reapertura de Notre Dame. El cardenal Bustillo ya había subrayado que “el Papa no viene a buscarme. No viene por el obispo. No viene por el cardenal sino por Córcega y los corsos”, además de ser considerado como alguien que aprecia las multitudes.

## Vida personal
Es aficionado al tenis y a la natación.

## Controversias
En septiembre de 2023, la revista francesa católica Golias publicó una investigación titulada «Los extraños amigos del neo-cardenal Bustillo». La investigación arroja luz sobre desviaciones carismáticas y místico-espirituales atribuidas al hermano Daniel-Marie Thévenet. El cardenal Bustillo es particularmente señalado en este caso, ya que es uno de los tres re-fundadores de la orden en el convento de Narbona, junto a Daniel-Marie Thévenet. La revista sugiere, por lo tanto, que el cardenal no podría ignorar estas desviaciones, dado su estrecho vínculo con este último.
Interrogado sobre este tema por Libération (noviembre de 2023), el cardenal, quien alguna vez fue superior de Thévenet, dijo que no había quejas contra él en ese momento. Ahora no tenía autoridad sobre él y sólo podía instar a Thévenet a que fuera prudente. Golias desaprobó esta respuesta señalando que el cardenal solo había instado a la prudencia en lugar de abandonar las prácticas. “Parece que lo que molesta al cardenal es que el hermano filme y publique sus cesiones de curación, y no su contenido”. La revista afirma que, según sus allegados, François Bustillo “no habría tenido las manos completamente libres para resolver realmente el problema”.
Además, según Golias, durante su mandato como custodio de su comunidad, un grupo de jóvenes afiliado a la misma, realizó un viaje a Siria durante la guerra civil en las regiones bajo el control del régimen de Bashar al-Ásad. Este viaje fue organizado y publicitado por la asociación SOS Chrétiens d'Orient (en francés: SOS Cristianos de Oriente), asociación cuestionada por la Iglesia antes incluso de la realización del viaje. La ONG está siendo objeto de una investigación preliminar por complicidad en crímenes contra la humanidad y crímenes de guerra, abierta por la Fiscalía Nacional Antiterrorista de Francia en 2021.

## Condecoraciones
El 29 de agosto de 2024, Bustillo fue nombrado caballero (chevalier) de la Legión de Honor francesa.